# Lucasinova nigromarginata
Lucasinova nigromarginata is een rechtvleugelig insect uit de familie van de sabelsprinkhanen (Tettigoniidae). De wetenschappelijke naam van deze soort is voor het eerst voorgesteld als Ephippigera nigromarginata door Pierre Hippolyte Lucas (als Hippolyte Lucas) in een publicatie uit 1847.
Deze soort komt voor in Zuid-Frankrijk en Algerije.